# 大臣政務官

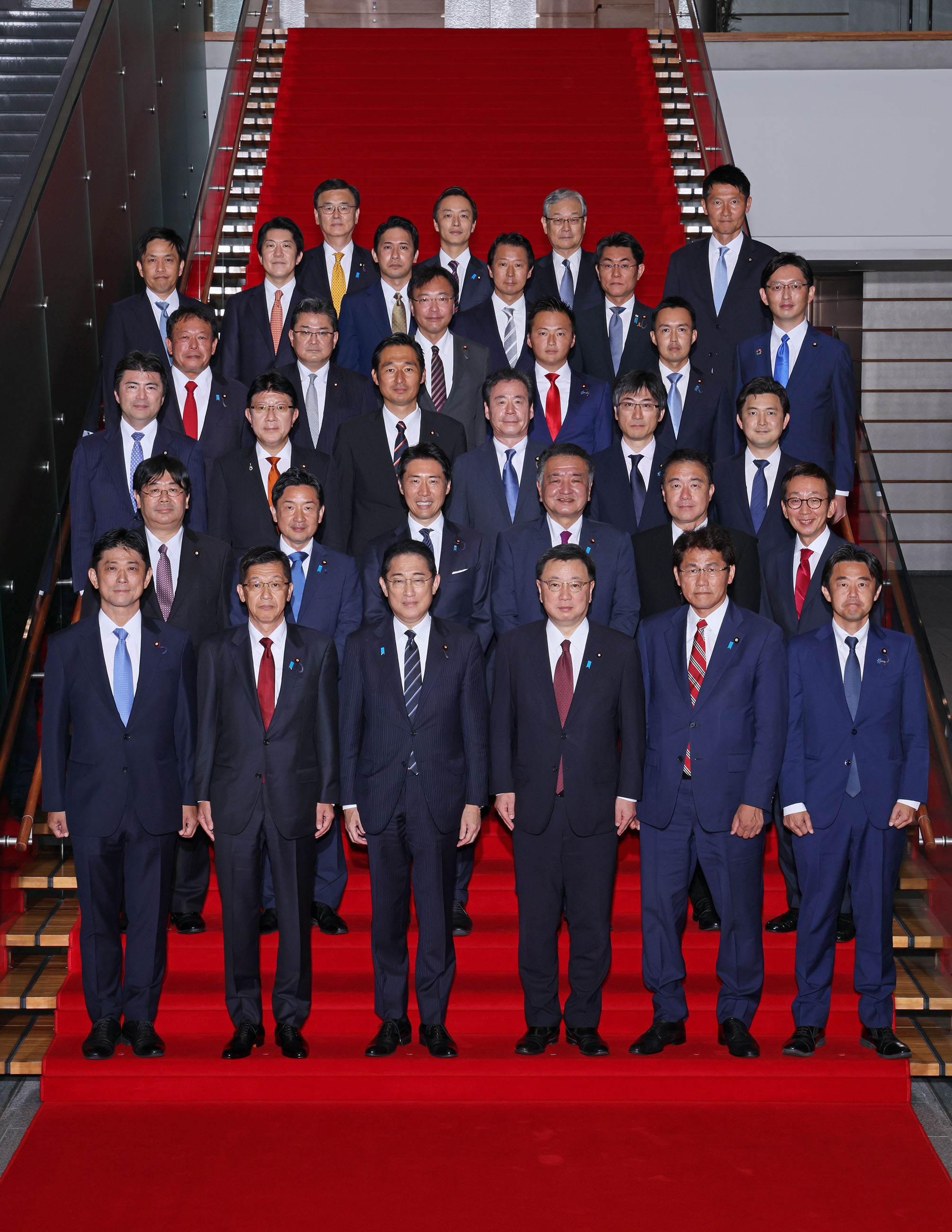
第2次岸田第2次改造内閣発足時の大臣政務官の記念撮影（2023年9月15日）

大臣政務官（だいじんせいむかん、英: Parliamentary Vice-Minister）とは、日本の内閣府、復興庁、デジタル庁および各省に置かれる官職であり、長である大臣の下で特定の政策・企画に参画し、政務を処理することを職務とする。
2001年（平成13年）の中央省庁再編に伴い、従来の政務次官を廃止して新設された政治任用職である。

## 概説
大臣政務官は、国会審議の活性化及び政治主導の政策決定システムの確立に関する法律により、副大臣とともに新たに設けられた政治任用ポストである。同時に廃止された従来の政務次官は役割が不明確であり「省庁の盲腸」と揶揄される存在で、府省の大臣の補佐は事務次官を頂点とするキャリア官僚（国会の委員会においては政府委員）によるところが実際には大きく、官僚主導政治との批判が続いていた。そうした背景から、政務次官とともに政府委員制度も廃止されることとなり、新設された大臣政務官は副大臣の下、事務次官の上に位置づけられ、これら政治任用ポストに適材適所の実力者を登用することで政治主導の確立と与党政治家の国会答弁能力の向上、政治家同士による国会審議の活性化を図ることとした。
大臣政務官は、その府省の長である大臣（内閣府では内閣官房長官または特命担当大臣）を助け、特定の政策および企画に参画し、政務を処理することを職務とする。その地位は内閣府設置法第14条、国家行政組織法第17条などに基づいている。各大臣政務官の行う職務の範囲については、その府省の長である大臣が定める。大臣政務官の任免は、その府省の長である大臣の申出により、内閣がこれを行う。辞令も「内閣」である。認証官である副大臣と異なり、天皇による認証は受けない。官職名は「文部科学大臣政務官」「復興大臣政務官」のように発令される。
大臣政務官は、内閣総辞職で内閣総理大臣その他の国務大臣がすべてその地位を失ったときには、これと同時にその地位を失う。国家公務員法上の特別職であり、国会議員を充てることが慣例となっている。
大臣政務官と副大臣の違いとしては、副大臣がその府省の政策全般について大臣を助けるのに対し、大臣政務官は特定の政策について大臣を助けること、副大臣が大臣不在時に各省大臣の職務を代行し得るのに対し、大臣政務官にはそのような権限が与えられていないことなどが挙げられる。緊急招集に備え、大臣・副大臣・政務官の1人が東京23区内に所在する取り決め（在京当番）がある。
専用の政務官室が用意されている。
「行政側」として職務に当たるため、就任すると担当分野に関連する議員・委員長・各党の幹部など「立法側」に挨拶回りをする慣例があり、文部科学大臣政務官と復興大臣政務官に任命された赤松健はそれに3時間ほどかかり名刺が2箱無くなったという。公務（国会議員としての職務）と政務（大臣政務官としての職務）は分けられており、省から割り当てられた秘書官（1名）と秘書（1名）は政務のみをサポートする。
会議での席は政治家側ではなく官僚側（行政側）になる。国会本会議では前方の席になる（大臣は最後方）。
2009年に発足した民主党主導の政権においては、政治主導による政策実現を図るため、各府省の大臣・副大臣・大臣政務官を「政務三役」と呼称し、各府省に「政務三役会議」を設けて意思決定を行うこととしたため、大臣政務官の職務にも重みが増すこととなった。2012年に発足した自公連立政権で「政務三役会議」は廃止されて「政務三役」の呼称の使用は激減したが、その後も府省の広報や自民党議員のサイトでこの呼称が使われているケースはある。
国務大臣、副大臣とともに、「国務大臣、副大臣及び大臣政務官規範」が適用され、兼業の禁止や資産公開制度の対象となる。

## 官職名の施行前変更
内閣府設置法、「国家行政組織法の一部を改正する法律」（平成11年法律第90号）、「中央省庁等改革のための国の行政組織関係法律の整備等に関する法律」（平成11年法律第102号）（いずれも1999年7月16日に公布された当時の未改正の条文）で初めて制定されたときは「大臣」の冠されない「政務官」（内閣府政務官、防衛政務官、総務政務官など）となっていたが、同月30日に公布・施行された国会審議の活性化及び政治主導の政策決定システムの確立に関する法律（附則第7条から附則第9条まで）により前述の三つの法律中の当該文言が「大臣政務官」と「長官政務官」に改正されたため、2001年1月6日の制度施行では当初から大臣政務官・長官政務官としての発足となった。

## 英語表記
当初、大臣政務官の英語表記にはイギリスに倣い、「Parliamentary Secretary」（議会からの補佐官の意味）が用いられていた。
2006年（平成18年）2月下旬、経済産業大臣政務官であった片山さつきらが名刺に「Vice-Minister」の表記をしていたことが明らかになった。「Parliamentary Secretary」では「議会の書記、事務員」と解することもでき、国際会議で軽んぜられるというのが理由であった。これを受け、一部の省が大臣政務官の英語表記に「Vice-Minister」を用いるようになり、2017年時点では全府省で「Parliamentary Vice-Minister」に統一されている。なお、副大臣には当初「Senior Vice-Minister」が用いられていたが、2017年時点で全府省が「State Minister」を用いている。

## 長官政務官
法律で国務大臣をもってその長に充てることと定められている大臣庁には、同様の職として「長官政務官」が置かれたが、防衛庁が省へと昇格したことによる大臣庁の消滅に伴い廃止された。

## 大臣政務官一覧（計28人）
- 内閣府大臣政務官（3人）
- 総務大臣政務官（3人）
- 法務大臣政務官（1人）
- 外務大臣政務官（3人）
- 財務大臣政務官（2人）
- 文部科学大臣政務官（2人）
- 厚生労働大臣政務官（2人）
- 農林水産大臣政務官（2人）
- 経済産業大臣政務官（2人）
- 国土交通大臣政務官（3人）
- 環境大臣政務官（2人）
- 防衛大臣政務官（2人）
- 復興大臣政務官（他府省の大臣政務官が兼任）
- デジタル大臣政務官（1人）

## 現内閣での大臣政務官
「第2次石破内閣#大臣政務官」を参照